# Protection des biens culturels en Suisse
La protection des biens culturels en Suisse consiste en un ensemble de mesures visant à protéger les biens culturels des dommages, destructions, vols et pertes. 
En s’appuyant sur la législation nationale et sur des traités internationaux, la Suisse s’engage à respecter et à protéger non seulement les biens culturels se trouvant sur son territoire mais aussi ceux des autres États signataires.

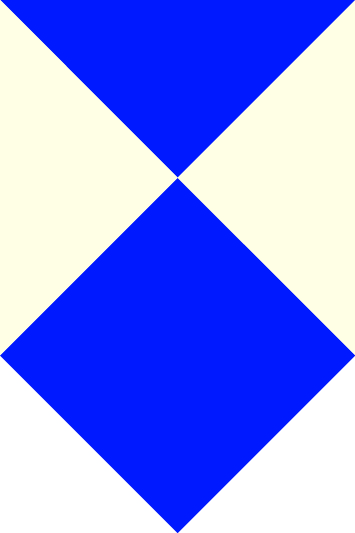
Signe distinctif de la Convention de La Haye pour la protection des biens culturels en cas de conflit armé

## Histoire
L’histoire de la protection des biens culturels sous sa forme actuelle commence avec les destructions massives de la Deuxième Guerre mondiale. L’Unesco est l’une des 17 organisations des Nations unies fondées lors de la création de l’ONU en 1945. Elle traite des questions d’éducation, de sciences et de culture, et elle est considérée comme l’organisation mère de la protection des biens culturels à l’échelon international. C’est donc sous l’égide de l’Unesco que la protection des biens culturels a été inscrite dans le droit international par la Convention de La Haye pour la protection des biens culturels en cas de conflit armé (dite Convention de La Haye) en 1954. La Suisse a adhéré à la Convention de La Haye en 1962 et a ratifié en 2004 le « Deuxième Protocole relatif à la Convention de La Haye pour la protection des biens culturels de 1954 » (Deuxième Protocole), qui complète la Convention de La Haye depuis 1999.

## Définition
L’art. 1 de la Convention de La Haye du 14 mai 1954 définit les biens culturels comme suit :
a) les biens, meubles ou immeubles, qui présentent une grande importance pour le patrimoine culturel des peuples, tels que les monuments d'architecture, d'art ou d'histoire, religieux ou laïques, les sites archéologiques, les ensembles de constructions qui, en tant que tels, présentent un intérêt historique ou artistique, les œuvres d'art, les manuscrits, livres et autres objets d'intérêt artistique, historique ou archéologique, ainsi que les collections scientifiques et les collections importantes de livres, d'archives ou de reproductions des biens définis ci-dessus ;
b) les édifices dont la destination principale et effective est de conserver ou d'exposer les biens culturels meubles définis à l'alinéa a, tels que les musées, les grandes bibliothèques, les dépôts d'archives, ainsi que les refuges destinés à abriter, en cas de conflit armé, les biens culturels meubles définis à l'alinéa a ;
c) les centres monumentaux, comprenant un nombre considérable de biens culturels qui sont définis aux alinéas a et b.

## Organisation
La Protection des biens culturels (PBC) relève de la Confédération, des cantons et des communes, comme l'un des domaines de la Protection civile en Suisse. Quelques institutions culturelles, associations et particuliers s’engagent également pour conserver et protéger les biens culturels. À l’échelon fédéral, la Section Protection des biens culturels de l’Office fédéral de la protection de la population (OFPP, rattaché au Département fédéral de la défense, de la protection de la population et des sports, DDPS) est l’interlocuteur pour toutes les questions relatives à la protection des biens culturels. La Section PBC est chargée des tâches suivantes : 
- soutenir et encourager les cantons dans l'application des mesures prescrites ;
- élaborer des ordonnances départementales, prescriptions et directives ;
- former les cadres supérieurs de la PBC dans la protection civile et le personnel d'institutions culturelles ;
- apporter une assistance technique pour l'établissement de documentations de sécurité ;
- acquérir et entreposer des microfilms et reproductions photographiques de sécurité ;
- octroyer des contributions au financement de la construction d'abris pour biens culturels ;
- garantir un échange d'informations avec des institutions nationales et internationales.

Le DDPS et l’OFPP disposent en outre d’un organe consultatif : la Commission fédérale de la protection des biens culturels (anciennement Comité suisse pour la protection des biens culturels). Cette commission extraparlementaire est composée de représentants des différents départements de l’administration fédérale, des services spécialisés des cantons (protection des monuments historiques et archéologie) et des institutions culturelles (archives, musées et bibliothèques). Ses membres sont nommés par le Conseil fédéral. Chaque canton a son responsable de la protection des biens culturels jouant un rôle d’interlocuteur pour toutes les questions de PBC. Ces responsables sont rattachés aux services cantonaux de la culture – la plupart du temps dans le cadre de la conservation des monuments historiques – ou de la protection de la population. Les conservateurs des monuments historiques et la protection civile collaborent : les premiers apportent leur savoir-faire et leurs connaissances, tandis que la seconde met à disposition le personnel nécessaire aux échelons local et régional.
En plus de ces autorités, il existe en Suisse de nombreux autres partenaires et organisations œuvrant pour la sauvegarde du patrimoine culturel : les institutions culturelles (archives, musées, bibliothèques), les organisations partenaires au sein de la protection de la population (par ex. sapeurs-pompiers et police) ou des associations telles que la Société suisse pour la protection des biens culturels. À l’échelon international, outre l’Unesco, on peut citer principalement les États signataires de la Convention de La Haye et du Deuxième Protocole. Sans oublier les nombreuses organisations non gouvernementales telles que l’ICOM (International Council of Museums – Conseil international des musées), l’ICOMOS (International Council on Monuments and Sites – Conseil international des monuments et des sites), la FIAB (Fédération internationale des associations de bibliothécaires et des bibliothèques) et l’ICA (International Council on Archives – Conseil international des archives). Un autre partenaire important dans le domaine du droit international est le Comité international de la Croix-Rouge (CICR), qui tient compte également des biens culturels dans ses actions humanitaires.

## Menaces
Trois types de dangers menacent les biens culturels : les dangers permanents, les dangers en temps de paix et les dangers en cas de conflit armé. Par dangers permanents on entend principalement le vol, le vandalisme, la pollution atmosphérique, les parasites et les champignons, le délabrement, l’ignorance ou l’indifférence. Un exemple de cette catégorie est l’incendie du Pont de la Chapelle de Lucerne en août 1993, qui aurait pour origine une cigarette mal éteinte. Par dangers en temps de paix on entend avant tout les défaillances techniques telles que les dégâts d’eau et les événements naturels tels que les séismes, les intempéries ou les avalanches. Prenons par exemple les inondations de l’été 2005, au cours desquelles des biens culturels ont été endommagés en Suisse (p. ex. le centre des collections du Musée des transports de Lucerne ou le monastère bénédictin Saint-André à Sarnen). 
Les destructions à des fins militaires, l’appropriation et le transfert illicite de biens culturels existent depuis toujours. L’utilisation d’armes et d’explosifs durant les conflits ont des effets dévastateurs sur les biens culturels. Dans l’histoire récente, par exemple, les biens culturels ont particulièrement été visés durant la guerre des Balkans, nécessitant l’élaboration d’un Deuxième Protocole à la Convention de La Haye. Comme le démontre l’actualité récente, les biens culturels sont devenus de plus en plus intéressants pour le terrorisme et son financement par le biais du commerce illégal. La démolition et le pillage de l'ancienne ville-oasis de Palmyre en Syrie par des membres de l'organisation terroriste « État islamique » (IS) en mai 2015 peuvent être cités en exemple. 
Dans son passé récent, la Suisse a été épargnée par les conflits armés, de sorte que la protection des biens culturels se concentre avant tout sur les mesures de protection contre les dangers techniques, les événements naturels et le vandalisme.

## Mesures de protection

### Inventaires
En 2009, le Conseil fédéral a approuvé la 3e édition de l’Inventaire suisse des biens culturels d’importance nationale et régionale (éditions précédentes : 1988 et 1995). Les objets d’importance nationale (objets A) ont été évalués selon des critères uniformes et classés dans les catégories suivantes : édifices, archéologie et collections (collections de musées, d’archives et de bibliothèques). L’Inventaire PBC est disponible en version papier et sur internet sous forme de système d’information géographique (SIG). L’Inventaire PBC est en cours de révision. La nouvelle version est attendue en 2021. 
L’art. 5 de la loi fédérale sur la protection de la nature et du paysage (LPN) mentionne différents autres inventaires en relation avec la protection des biens culturels : l’Inventaire des sites construits à protéger en Suisse (ISOS), l'Inventaire des voies de communication historiques de la Suisse (IVS) ainsi que l’Inventaire fédéral des paysages, sites et monuments naturels d'importance nationale (IFP).

### Documentations de sécurité
Conformément à l'art. 5 de la loi fédérale de 2014 sur la protection des biens culturels en cas de conflit armé, de catastrophe ou de situation d'urgence (LPBC), les cantons doivent établir des documentations de sécurité pour les biens culturels immeubles et des reproductions photographiques pour les biens culturels meubles particulièrement dignes de protection. Ces documentations permettent de restaurer ou de reconstruire un bien culturel endommagé ou détruit. Lors de l’élaboration d’une documentation de sécurité, il convient de rassembler le plus d’informations possibles sur l’objet (prises de vues photographiques ou photogrammétriques, plans de construction, rapports de restauration, documents archéologiques, sources historiques, littérature, inventaires et feuilles de détail) et les microfilmer.

### Microfilms
Le microfilm est actuellement le moyen d’archivage à long terme le plus fiable car il peut résister plusieurs centaines d’années s’il est entreposé dans de bonnes conditions. Il est désormais possible d’élaborer un microfilm à partir de données numériques. Des fonds d’archives et de bibliothèques ainsi que des documentations de sécurité sont microfilmés et stockés en lieu sûr. La Confédération conserve, dans les archives de microfilms d’Heimiswil (canton de Berne), des copies de sécurité élaborées par les cantons conformément à l’ordonnance sur la protection des biens culturels en cas de conflit armé, de catastrophe ou de situation d'urgence (OPBC).

### Abris pour biens culturels
En Suisse, on compte actuellement plus de 300 abris pour biens culturels d’un volume total de plus de 85 000 m2 pour 227 000 m3. Ces abris sont utilisés comme dépôts pour biens culturels meubles, que ce soit en situation normale ou en cas de catastrophe. Depuis peu, pour des raisons financières, on transforme des abris en abris pour biens culturels.

### Planification d'urgence
L’article 5, alinéa 4, de la « Loi fédérale sur la protection des biens culturels en cas de conflit armé, de catastrophe ou de situation d’urgence » oblige les cantons à prévoir des mesures d’urgence pour leurs biens culturels afin de les protéger contre les incendies, les effondrements d’édifices, les inondations, les séismes, les coulées de boue ou d’autres dangers spécifiques. Cela inclut l’établissement d’un plan d’urgence. 
En 2018, la Commission fédérale pour la protection des biens culturels a adopté une stratégie nationale pour la réalisation de planifications d’urgence pour les biens culturels. Cette stratégie est basée sur le modèle de gestion intégrée des risques de l’OFPP et couvre les domaines de la prévention / préparation, de l’intervention et du suivi. Elle a pour objectif de réduire autant que possible les dangers identifiés par la mise en place de mesures sur le plan de l’organisation ou des constructions. L’accent est mis sur la gestion des événements en cas de situation d’urgence, de catastrophe en temps de paix ou de conflit armé. Selon la stratégie, les institutions culturelles doivent être en mesure, à chaque phase du cycle de gestion des risques, de poser les bonnes questions et de mettre en œuvre les mesures appropriées. 
Une planification d’urgence est également indispensable dans le domaine des abris pour biens culturels. Conformément à l’ordonnance sur la protection civile qui entrera en vigueur en 2021, la Confédération conditionne l’octroi de moyens financiers pour la construction d’un abri pour biens culturels ou pour la réaffectation de constructions protégées à la mise en place des mesures organisationnelles nécessaires à la protection à long terme des biens culturels entreposés. Cela implique notamment l’établissement d’une planification d’urgence dès la mise en service de la construction.

### Refuge
L’article 12 de la Loi fédérale sur la protection des biens culturels en cas de conflit armé, de catastrophe ou de situation d’urgence (LPBC) donne à la Suisse la possibilité de mettre des refuges à la disposition d’autres États pour y conserver des biens culturels sous l’égide de l’Unesco. Il s’agirait d’un dépôt fiduciaire temporaire de biens culturels gravement menacés dans leur pays. Les détails seront réglés par des accords internationaux. Cette offre de refuge s’inscrit dans la tradition humanitaire suisse. Il s’agit d’une première mondiale. La Suisse prévoit également de créer un refuge pour les biens culturels numériques afin de tenir compte de l'évolution des processus et des méthodes de travail induite par la numérisation. 

### Instruction
La protection des biens culturels est une tâche relevant de la protection civile. C’est pourquoi la protection civile se charge de former le personnel de la protection des biens culturels. On compte actuellement environ 3 000 membres de la protection civile spécialisés dans le domaine de la PBC.
Les cantons sont compétents en matière de formation des spécialistes PBC tandis que la Confédération se charge de la formation des cadres supérieurs et des chefs PBC et fournit aux cantons la documentation pour les cours destinés aux spécialistes. Afin de garantir une certaine uniformité dans l’instruction du personnel PBC, la Confédération a élaboré toute une série d’aide-mémoire en collaboration avec des spécialistes. Elle se charge également d’informer sur la protection des biens culturels dans le cadre d’autres cours de l’OFPP. C’est le cas par exemple des cours pour commandants d’organisations de protection civile et des cours de perfectionnement pour chefs du suivi. Les officiers de l’armée sont formés à l’échelon du bataillon ou de la section. Un exposé est également prévu au cours de la formation des futurs attachés de défense afin de les sensibiliser à la protection des biens culturels du point de vue du droit international. 
À la suite de la révision de la loi sur la protection des biens culturels, la Confédération est en mesure de former également le personnel des institutions culturelles depuis 2015.

### Désignation
Une autre mesure de protection en cas de conflit armé consiste à désigner les biens culturels au moyen du signe distinctif de la protection des biens culturels (écusson PBC). L’écusson PBC est un signe protégé (comme la croix rouge ou le croissant rouge du CICR) qui contraint la partie adverse à renoncer à toute activité militaire dans un rayon de 500 mètres autour du bien qui le porte. Malheureusement cette mesure a parfois l’effet contraire, par exemple lors des conflits en ex-Yougoslavie où les édifices ainsi désignés ont été les premiers à être visés et détruits car considérés comme de forts symboles identitaires (p. ex. le Pont de Mostar du XVIe siècle, la vieille ville de Dubrovnik classée au patrimoine mondial, etc.).
Depuis la révision de la loi sur la protection des biens culturels, les cantons peuvent désigner leurs biens culturels en temps de paix selon des prescriptions uniformes. Auparavant, l’écusson de la PBC ne pouvait être apposé sur les bâtiments que sur ordre du Conseil fédéral, dans la perspective d’un conflit armé.

### Information
Les bases légales internationales et nationales exigent que les États, les autorités et le public soient informés sur la protection des biens culturels. Par le passé, nombreux biens culturels ont été détruits par ignorance. La Confédération est très active en matière d’information et publie régulièrement des documents sur le sujet (cf. Bibliographie). Elle soutient également des projets de recherche pouvant profiter à la protection des biens culturels internationale.

### Partenaires
La loi fédérale sur la protection de la population et sur la protection civile de 2004 a mis en place en Suisse un système coordonné permettant de gérer rapidement, à moindre coût et de façon pluridisciplinaire les catastrophes naturelles et anthropiques. L’objectif principal est de limiter au maximum les dommages causés aux personnes et aux biens culturels. La protection civile, la police et les sapeurs-pompiers sont les principaux partenaires de la protection des biens culturels. La collaboration avec les sapeurs-pompiers a été optimisée depuis 2004 par l’élaboration de documents et de processus communs par des représentants de la Conférence suisse des inspecteurs sapeurs-pompiers (CSISP). Le système de sauvetage des biens culturels (« Curesys ») permet aux sapeurs-pompiers de ménager les biens culturels durant leurs opérations de sauvetage. 
L’armée est aussi un partenaire important pour la protection des biens culturels. En effet, elle peut fournir une aide subsidiaire en cas d’événement naturel. En collaboration avec l’armée, les dix règles de base de la protection des biens culturels ont été inscrites dans un règlement à l’intention des militaires.

## Collaboration internationale
La collaboration internationale est coordonnée en premier lieu par l’Unesco. L’art. 24 du Deuxième Protocole prévoit un Comité international pour la protection des biens culturels en cas de conflit armé. Il se réunit une fois par an et est assisté par le Secrétariat de l’Unesco (art. 28 du Deuxième Protocole). Les États signataires fournissent tous les quatre ans au Comité un rapport sur la mise en œuvre du Deuxième Protocole. En 2015, la version révisée de la loi fédérale sur la protection des biens culturels permettra d’intégrer à la législation suisse les dispositions du Deuxième Protocole que la Suisse a ratifié en 2004. Sur le plan bilatéral, la Suisse a déjà travaillé avec différents États, comme la République tchèque, l’Allemagne ou la Norvège. 
Le Conseil fédéral a adopté lors de sa séance du 8 mars 2019 une stratégie qui définit le positionnement et les champs d’action de la Suisse en matière de protection du patrimoine culturel en danger. Cette stratégie a notamment pour but de favoriser les synergies au sein de l’administration fédérale et de présenter aux partenaires internationaux une offre d’expertise et de soutien dans les domaines de compétence de la Suisse.

## Bases légales
Internationales
- Convention de La Haye du 14 mai 1954 pour la protection des biens culturels en cas de conflit armé (Convention de La Haye)
- Protocole de La Haye pour la protection des biens culturels en cas de conflit armé du 14 mai 1954
- Deuxième protocole du 26 mars 1999 relatif à la Convention de La Haye de 1954 pour la protection des biens culturels en cas de conflit armé

Nationales
- Loi fédérale du 20 juin 2014 sur la protection des biens culturels en cas de conflit armé, de catastrophe ou de situation d'urgence (LPBC)
- Ordonnance du 29 octobre 2014 sur la protection des biens culturels en cas de conflit armé, de catastrophe ou de situation d'urgence (OPBC)
- Ordonnance du DDPS du 05 avril 2016 sur l'établissement de documentations de sécurité et de reproductions photographiques de sécurité (ODCS)
- Ordonnance du DDPS du 14 novembre 2017 sur la signalisation des biens culturels et du personnel de la protection des biens culturels (OSPBC)
- Loi fédérale du 20 décembre 2019 sur la protection de la population et sur la protection civile (LPPCi)
- Ordonnance du 11 novembre 2020 sur la protection civile (OPCi)
- Règlement 51.007.05 f: Les dix règles de base de la protection des biens culturels

Autres bases légales
- Loi fédérale du 1er juillet 1966 sur le transfert international des biens culturels (LTBC)
- Loi fédérale du 1er juillet 1966 sur la protection de la nature et du paysage (LPN)